# Георгий Максимилианович, 6-й герцог Лейхтенбергский
Светлейший князь Гео́ргий Максимилиа́нович Рома́новский, 6-й герцог Лейхтенбе́ргский (17 [29] февраля 1852, Санкт-Петербург — 20 апреля [3 мая] 1912, Париж) — член Российского императорского дома (с титулом «Императорское высочество»), генерал-лейтенант, генерал-адъютант.

## Биография
Георгий Максимилианович был седьмым ребёнком и четвёртым сыном в семье великой княгини Марии Николаевны и Максимилиана Богарнэ, герцога Лейхтенбергского. Внук императора Николая I и правнук Жозефины Богарнэ.
С рождения числился в лейб-гвардии Преображенском полку. 29 марта 1852 года император Николай I пожаловал ему орден Святого Андрея Первозванного.
Получил домашнее образование под руководством Николая Фёдоровича Дьякова (1836—1898), преподавателя 2-й Санкт-Петербургской гимназии. В воспитании своих детей великая княгиня Мария Николаевна придерживалась тех же методов, что и её отец император Николай I. «Нас далеко не нежили, — писал герцог Николай Максимилианович (брат Георгия). — Во всякую погоду мы выезжали в открытом экипаже, карета разрешалась лишь в случае простуды. Комнаты, в особенности спальня, были холодные (10° — 12°). Спали мы всегда на походных кроватях, летом на тюфяках, набитых сеном, и покрывались лишь одним пикейным одеялом». Так юных герцогов Лейхтенбергских готовили к военной службе.
Служил в гвардейской пехоте. В 1910 году получил чин генерал-лейтенанта и звание генерал-адъютанта.
Похоронен в Великокняжеской усыпальнице Петропавловского собора.
Указом от 6 (18) февраля 1852 года Николай I даровал потомкам дочери титул и фамилию светлейших князей Рома́новских. Позднее император Александр II включил их в состав Российской Императорской фамилии. Таким образом, эта ветвь императорского дома носила две фамилии — герцогов Лейхтенбергских и князей Рома́новских.

## Военные чины
- В службу вступил (17.02.1872)[1]
- Подпоручик гвардии (17.02.1872)
- Поручик (31.03.1874)
- Флигель-адъютант (1876)
- Штабс-капитан (27.04.1886)
- Капитан (30.08.1880)
- Полковник (30.08.1888)
- Генерал-майор (09.04.1900)
- Генерал-лейтенант (18.04.1910)
- Генерал-адъютант (1910)

## Награды
- Орден Святой Анны 1 ст. (1852)[1]
- Орден Святого Александра Невского (1852)
- Орден Святого Андрея Первозванного (1852)
- Орден Белого Орла (1865)
- Орден Святого Станислава 1 ст. (1865)
- Орден Святого Владимира 4 ст. (1897)
- Орден Святого Владимира 3 ст. (1908)

## Браки
Единственный из братьев заключил династические браки.
Был женат первым браком с 30 апреля (12 мая) 1879 года на Терезии Петровне (Терезии-Фредерике-Ольге-Вильгельмине) Ольденбургской (1852—1883), дочери принца Петра Георгиевича Ольденбургского.
Оставшись вдовцом тридцати одного года, женился 16 (28) августа 1889 года в Санкт-Петербурге на принцессе Анастасии Черногорской, дочери черногорского князя Николы I Негоша. Брак был заключен без любви по воле императора Александра III. Не скрывая от родственников, что свою жену он не любит, большую часть времени Георгий Максимилианович проводил в Париже, фактически оставив жену. Герцог при каждом удобном случае старался уехать за границу, чтобы «поправить своё здоровье». В России он бывал всё реже. Узнав о желании супруги развестись, Георгий Максимилианович с радостью согласился. 15 (28) ноября 1906 года был оформлен развод с Анастасией Николаевной, которая вскоре стала супругой его двоюродного брата — великого князя Николая Николаевича.

## Дети
1. Александр (1881—1942) — от первого брака;
2. Сергей (1890—1974) — от второго брака;
3. Елена (1892—1971) — супруга графа Стефана Тышкевича (1894—1976).

Оба сына Георгия Максимилиановича потомков не оставили, поэтому род светлейших князей Рома́новских, герцогов Лейхтенбергских пресекся в 1974 году со смертью Сергея Георгиевича.